# Ischnopopillia chalconota
Ischnopopillia chalconota är en skalbaggsart som beskrevs av Machatschke 1975. Ischnopopillia chalconota ingår i släktet Ischnopopillia och familjen Rutelidae. Inga underarter finns listade i Catalogue of Life.